# 弗拉万
弗拉万（法語：Flavin，法語發音：[flavɛ̃]）是法国阿韦龙省的一个市镇，属于罗德兹区。

## 地理
弗拉万（44°17'20"N, 2°36'22"E）面积50.77 平方千米，位于法国奧克西塔尼大區阿韦龙省，该省份为法国南部内陆省份，位于法國中央高原南部，北起顺时针与康塔爾省、洛泽尔省、加尔省、埃罗省、塔恩省、塔恩-加龙省和洛特省接壤。
与弗拉万接壤的市镇（或旧市镇、城区）包括：卡尔蒙、孔普拉-格朗维尔、吕克-拉普里莫布、勒莫纳斯泰尔、奥朗普斯、蓬德萨拉尔、圣拉德贡德、特雷穆耶、勒维巴勒。

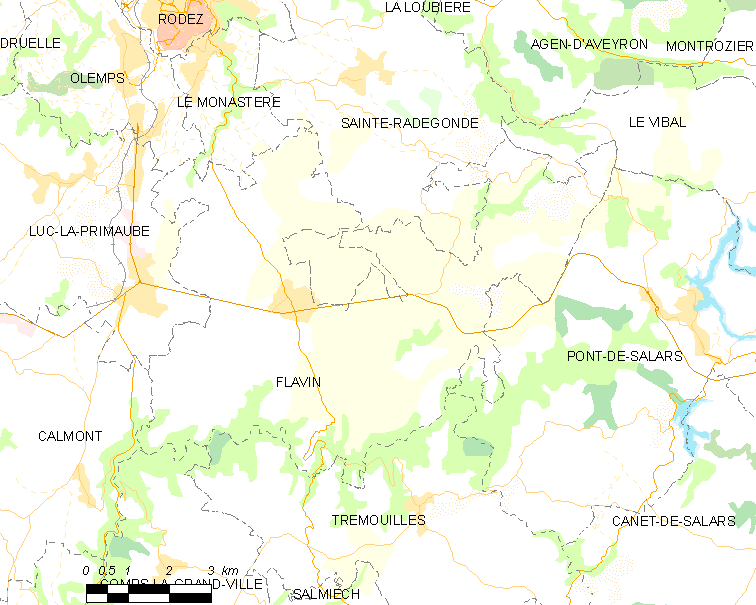
弗拉万的OSM定位图

弗拉万的时区为UTC+01:00、UTC+02:00（夏令时）。

## 行政
弗拉万的邮政编码为12450，INSEE市镇编码为12102。

## 政治
弗拉万所属的省级选区为北莱韦祖县。

## 人口

1962-2008年间弗拉万人口变化图示

弗拉万于2022年1月1日时的人口数量为2376人。